# Frameries
Frameries este o comună francofonă din regiunea Valonia din Belgia. Comuna Frameries este formată din localitățile Frameries, Eugies, La Bouverie, Noirchain și Sars-la-Bruyère. Suprafața sa totală este de 25,95 km². La 1 ianuarie 2008 avea o populație totală de 20.727 locuitori. 
Comuna Frameries se învecinează cu comunele Colfontaine, Dour, Mons, Quaregnon și Quévy și cu departamentul francez Nord.

## Localități înfrățite
- Franța: Issy-les-Moulineaux;
- Elveția: La Chaux-de-Fonds.